# ダンカン・パイアアウア
ダンカン・パイアアウア（Duncan Paia'aua、1995年1月20日 - ）は、トップ14RCトゥーロンに所属するラグビーユニオン選手。

## プロフィール
- ニュージーランド・ポリルア出身[1]。
- ポジションはセンター(CTB)、フルバック(FB)。
- 身長 183cm、体重 97kg
- U20オーストラリア代表に選ばれたことがある[2]。
- サモア代表キャップは6(2024年10月現在）でラグビーワールドカップ2023のサモア代表に選ばれた[3]。

## 略歴
クイーンズランド・カントリー、レッズを経て、2019年、RCトゥーロンに加入。